# Vittefleur
Vittefleur is een gemeente in het Franse departement Seine-Maritime (regio Normandië) en telt 611 inwoners (2004). De plaats maakt deel uit van het arrondissement Dieppe.

## Geografie
De oppervlakte van Vittefleur bedraagt 8,2 km², de bevolkingsdichtheid is 74,5 inwoners per km².
De onderstaande kaart toont de ligging van Vittefleur met de belangrijkste infrastructuur en aangrenzende gemeenten.

## Demografie
Onderstaande figuur toont het verloop van het inwonertal (bron: INSEE-tellingen).